# Воля (Ульяновська область)
Воля (рос. Воля) — селище в Мелекеському районі Ульяновської області Російської Федерації.
Населення становить 94 особи. Входить до складу муніципального утворення Рязановське сільське поселення.

## Історія
Від 2004 року входить до складу муніципального утворення Рязановське сільське поселення.

## Населення
| 2010 |
| ---- |
| 94   |